# Shaolin kung fu

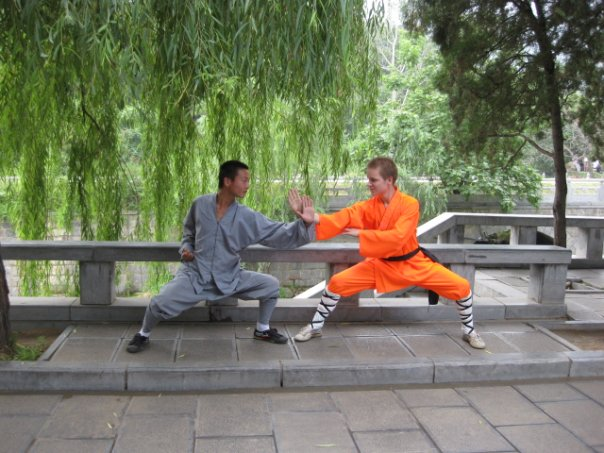
Shaolin kung fu

Shaolin kung fu är ett samlingsnamn för de kinesiska stridskonster som har sitt ursprung och räknar sin härstamning från det buddhistiska Shaolintemplet i Kina. Idag tränas Shaolin kung fu världen över då den gamla tempelordens mästare under slutet på artonhundratalet och stora delar av nittonhundratalet spridits över världen på flykt undan de kinesiska regimernas olika utrensningsaktioner.[källa behövs]
Stilarna klassificeras vanligen som nordlig eller sydlig stil. Generellt kan sägas att nordstilarna använder sig mer av långa vida rörelser och tekniker medan sydstilarna vill jobba närmare sin motpart.

## Former
I kung fu finns det olika "former" som gör det enklare att komma ihåg allt. Djurformerna får sitt namn med ett djur som formen kan identifiera sig med. Djuren är i regel trana, drake, orm, panter och tiger.